# Subtropischer Sturm Eins (1982)
Subtropischer Sturm Eins war der einzige subtropische Wirbelsturm der wenig aktiven atlantischen Hurrikansaison 1982. Der Sturm ging aus zwei verschiedenen Systemen im Karibischen Meer und im Golf von Mexiko hervor. Die beiden Systeme verschmolzen in einen Trog, während sich am 18. Juni vor der Küste von Florida eine Zirkulation zu bilden begann. Das Tiefdrucksystem zog über Florida hinweg und verstärkte sich über Land zu einem Sturm. Dieser gelangte über den Atlantischen Ozean und zog nach Nordosten. Am 20. Juni wurde das System bei Neufundland außertropisch. Der Sturm war das einzige System, das die Ostküste der Vereinigten Staaten traf. Es verursachte Sachschäden in Höhe von 10 Millionen US-Dollar (1982) und drei Personen starben durch die Auswirkungen des Sturmes.

## Sturmverlauf

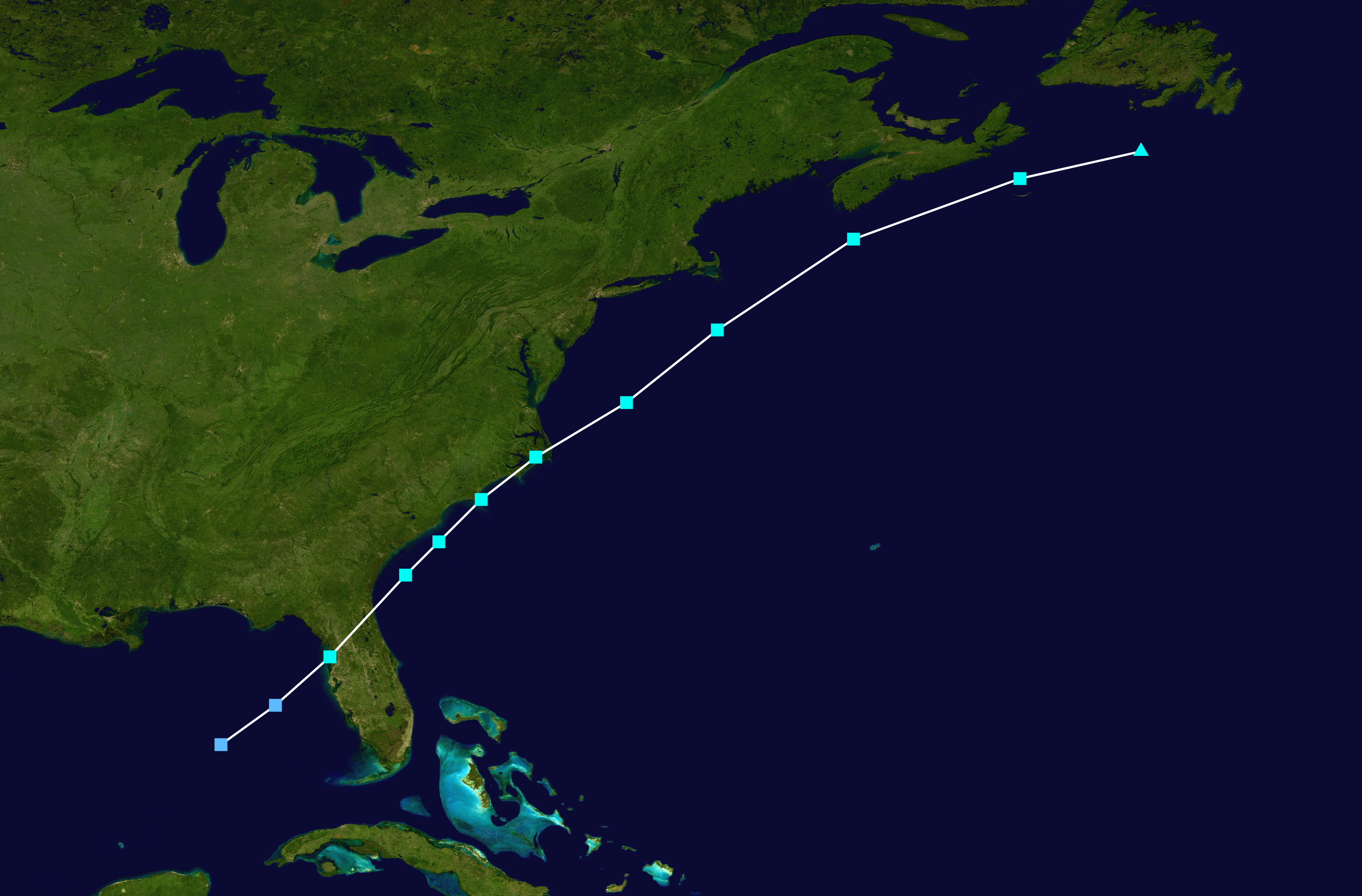
Zugbahn des Sturmes

Der subtropische Sturm entstand auf ungewöhnliche Weise durch den gegenseitigen Einfluss zweier unterschiedlicher System in der Nähe der Halbinsel Yucatán. Eine solche Zyklogenese ist allerdings kein Einzelfall, 1974 bildete sich ein unbenannter subtropischer Sturm auf ganz ähnliche Weise. Ein Aufklärungsflug ergab am 17. Juni, dass an der Oberfläche mehrere entstehende Zirkulationen existierten, aber kein gut definiertes Sturmzentrum. Die erste Störung kann bis zum 15. Juni in die nordwestliche Karibik zurückverfolgt werden. Sie wanderte nach Norden, gemeinsam mit einem Tiefdruckgebiet, das sich über Yucatán bildete. Ein Trog verschmolz mit dem Tiefdruckgebiet, wodurch über dem östlichen Golf von Mexiko ein noch stärkerer Trog entstand. Die Bedingungen im Golf von Mexiko waren für die Entstehung eines tropischen Systems günstig. Einige Unwetter traten ab dem 16. Juni über Florida auf, als die Ausläufer der Störung durch die Floridastraße und über die Halbinsel zogen.
Am 18. Juni begann sich im östlichen Golf eine Zirkulation zu bilden und Sturmwarnungen wurden ausgegeben. Das System gelangte am Morgen des 18. Juni direkt nördlich von Spring Hill über Land und wurde im Tagesverlauf zum Subtropischen Sturm Eins erklärt. Zum damaligen Zeitpunkt wurden subtropische Stürme durch das National Hurricane Center nicht benannt, sondern erhielten eine Ordnungszahl. Der subtropische Sturm gelangte wieder über Wasser, zog nach Nordosten und überquerte am 19. Juni die Outer Banks von North Carolina. Obwohl der minimale zentrale Luftdruck niedrig blieb, dehnte sich die Zirkulation aus und verzerrte sich. Der subtropische Sturm erreichte seinen Höhepunkt am 18. Juni mit Windgeschwindigkeiten um 110 km/h, erreichte seinen niedrigsten Luftdruck aber erst am 20. Juni mit 984 mbar (hPa). Am selben Tag wurde der subtropische Sturm in der Nähe der kanadischen Seeprovinzen zum außertropischen System erklärt.

## Vorbereitungen
In Verbindung mit dem subtropischen Sturm wurden mehrere Sturmwarnungen ausgegeben. Am 16. Juni wurden für Florida Unwetterwarnungen herausgegeben und am nächsten Tag kamen Warnungen vor Tornados und Seewetterwarnungen, insbesondere für kleine Wasserfahrzeuge hinzu. Aufgrund der starken Regenfälle wurden örtliche Warnungen vor Sturzfluten bekanntgemacht. Sturmwarnungen wurden am 18. und 19. Juni für die Westküste Floridas erteilt, die am 19. Juni um 16:00 Uhr UTC aufgehoben wurden. Am selben Tag bestand eine Sturmwarnung zwischen Cape Henlopen, Delaware und Watch Hill, Rhode Island.
Wegen des subtropischen Sturmes wurde die zweijährlich stattfindende Segelregatta von Newport, Rhode Island nach Bermuda an zwei aufeinanderfolgenden Tagen wegen des vorhergesagten Sturms verschoben. Durch diese Maßnahme wurde eine Katastrophe auf Hoher See verhindert.

## Auswirkungen
Im Bereich seines Hauptbandes über Kuba lud der Sturm 728 mm Regen ab.

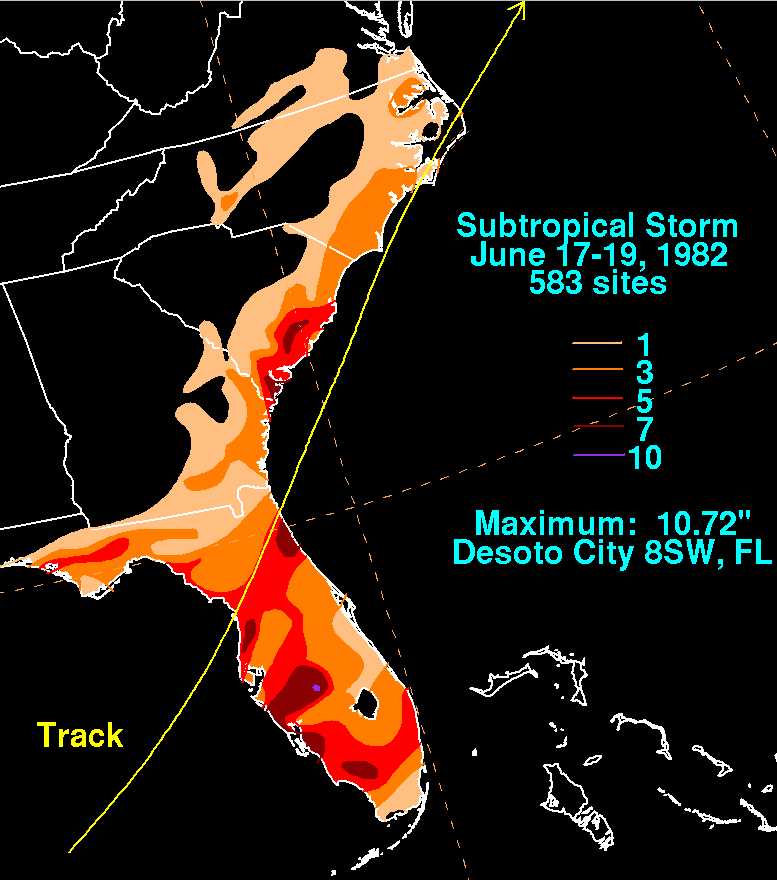
Niederschlagsmengen durch den Sturm.

Die größte Auswirkung hatte der Sturm bei Erreichen Floridas am Morgen des 18. Juni, wo er Sturmböen, heftigen Regen, Sturzfluten, Stranderosionen und Tornados verursachte. Die höchsten Winde an Land wurden mit 66 km/h und 77 km/h während eines Gewitters auf der MacDill Air Force Base in Tampa gemessen, der höchste Niederschlag summierte sich in Arcadia mit 272 mm, während der Großteil des Staates 25–125 mm Niederschlag erlebte. Sturmflut und hoher Wellengang führten zu Überschwemmungen und Stranderosion zwischen Naples und dem Gebiet um die Tampa Bay. Einige Gebäude am Ufer wurden durch Unterspülung beschädigt, Marinas und Boote wurden durch Wind und Wellengang beschädigt. Geringere Schäden richtete der Sturm an Schotten und Wellenbrechern in Naples und Marco Island sowie an den künstlichen Küstenbefestigungen bei Vanderbilt Beach im Collier County. In Floria kamen durch die Auswirkungen des Sturmes drei Personen ums Leben, weitere dreizehn wurden verletzt. Im Brevard County starb eine Frau als ihr Kanu kenterte und im Orange County wurde ein Kind getötet, als es in einen Entwässerungsgraben gefegt wurde. Rund 130 Familien wurden evakuiert, als einige Tage nach dem Sturm der Peace River die Hochwassermarke überschritt. Das dritte Opfer war ein Mann aus dem Hendry County, der in seinem Trailer getötet wurde, als dieser durch einen Tornado zerstört wurde. Der subtropische Sturm löste quer durch Florida insgesamt zwölf Tornados aus, von denen mindestens zwei eine Magnitude von F2 auf der Fujita-Skala erreichten. Der eine davon bildete sich im Hendry County am 18. Juni um 1:15 Uhr UTC. Insgesamt wurden in Florida 25 Häuser zerstört. Der Sachschaden in diesem Bundesstaat addierte sich auf rund 10 Millionen US-Dollar (1982).
Die Auswirkungen des Sturmes waren nördlich von Florida gering. Die Niederschlagsmengen reichten bis zu 230 mm im äußersten Osten von South Carolina und bis zu 100 mm in North Carolina. Die Windgeschwindigkeit betrug bis zu 60 km/h, mit Böen bis zu 100 km/h an der Küstenwachstation Oak Island bei Cape Fear, North Carolina und 87 km/h mit Böen von 123 km/h an dem etwa 65 km südöstlich von Cape Fear vor der Küste gelegenen Leuchtturm Frying Pan Shoals am 18. Juni und andauernden Winden von 110 km am nächsten Tag. Ein 19 m langer Fischkutter sank vor der Küste bei Cape Fear, wobei die Besatzung am 19. Juni durch die United States Coast Guard gerettet wurde. Die Sturmflut erreichte in den Carolina-Staaten zwei bis drei Fuß über dem Normalwert. In Georgia summierte sich der Niederschlag auf bis zu 130 mm an der Küste, wobei an der Grenze zu South Carolina 175 mm gemessen wurden. An der Küste in Virginia lag die Regenmenge bei maximal 25 mm. Ein Schiff berichtete Sturmböen, die knapp unter Hurrikanstärke lagen und einen Wellengang von 4,5 bis 6 m.